# Maxime Rylski
Maxime Rylski (19 mars 1895, Kiev - 24 juillet 1964, Kiev) est un poète, journaliste, et académicien soviétique ukrainien de l'Académie nationale des sciences d'Ukraine.
Son père, Tadeusz Rylski, était ethnographe. Sa mère était une paysanne du village Romanivka. Maxime Rylski a passé son enfance à Romanivka puis il a fait ses études à Kiev. Durant cette période, il vivait dans la famille du grand compositeur ukrainien Mykola Lyssenko. Après s'être intéressé à la musique, il s'est consacré à la poésie. Après avoir terminé ses études au gymnasium, il est entré à l'Université de Kiev. Il a alors travaillé comme professeur d'ukrainien,.
En 1943 Maxime Rylski est élu académicien de l'URSS pour ses réalisations exceptionnelles en sciences et en culture. Il était à la tête de l'Union des écrivains d'Ukraine  en 1943-1946. Il a été aussi le directeur de l'Institut académique de l'art, du folklore et de l'ethnographie, depuis 20 ans (1944-1964).
Dans ses poésies, il chante l'amour pour son pays et son peuple. Il a travaillé jusqu'à sa mort. Maxime Rylski est mort après une longue maladie le 24 juillet 1964. Il est enterré au Cimetière Baïkov à Kiev.

## Œuvres: recueils de poèmes
- 1910 - "На білих островах" ("Sur les îles blanches")
- 1918 - "Під осінніми зорями" ("Sous les étoiles d'automne")
- 1922 - "Синя далечінь" ("Distance Blue")
- 1925 - "Поеми" ("Poèmes")
- 1925 - "Крізь бурю і сніг" ("A la tempête et la neige")
- 1926 - "Тринадцята весна" ("Printemps Treizième")
- 1929 - "Гомін і відгомін" ("L'Écho et la Réverbération")
- 1929 - "Де сходяться дороги" ("Lorsque les routes se croisent")
- 1932 - "Знак терезів" ("Signe d'échelles")
- 1935 - "Київ" ("Kyiv")
- 1936 - "Літо" ("Eté")
- 1938 - "Україна" ("Ukraine")
- 1940 - "Збір винограду"
- 1941 - "За рідну землю" ("Pour la patrie")
- 1942 - "Слово про рідну матір"
- 1942 - "Світла зброя" ("Armes légères")
- 1943 - "Жага"
- 1944 - "Неопалима купина"
- 1944 - "Мандрівка в молодість" ("Voyage dans la jeunesse")
- 1946 - "Чаша дружби" ("Coupe de l'Amitié")
- 1947 - "Вірність" ("Fidélité")
- 1953 - "Під зорями Кремля" ("Sous les étoiles du Kremlin")
- 1956 - "На оновленій землі" ("La terre renouvelée")
- 1957 - "Троянди й виноград" ("Roses et raisins")
- 1959 - "Голосіївська осінь"
- 1960 - "Зграя веселиків"
- 1961 - "В затінку жайворонка" ("Dans l'ombre de l'alouette")
- 1946 - "Поезії" ("Poèmes")
- 1949 - "Поезії" ("Poèmes")
- 1956 - "Твори" ("Œuvres")
- 1960-1962 - "Твори" ("Œuvres")

etc.

## Traductions
Maxime Rylski a traduit aussi quelques œuvres littéraires d'auteurs étrangers en ukrainien.
- Messire Thadée d'Adam Mickiewicz
- Hernani de Victor Hugo
- Cyrano de Bergerac d'Edmond Rostand
- Pucelle d'Orléans de Voltaire
- Le Roi Lear de William Shakespeare
- La Nuit des rois de William Shakespeare
- Eugène Onéguine d'Alexandre Pouchkine

## Distinctions, prix et honneurs
- 1943 - Prix Staline de 1er classe pour les poèmes "Слово про рідну матір", "Світла зброя", "Мандрівка в молодість".
- 1950 - Prix Staline de 3e classe pour la traduction ukrainienne du poème de Adam Mickiewicz Pan Tadeusz
- 1960 - Prix Lénine pour livre de poèmes, "Троянди й виноград" (1957)[4].
- 1964 - Docteur honoris causa de l'université Jagellonne de Cracovie[5]
- Trois Ordres de Lénine
- Ordre du Drapeau rouge du Travail
- Ordre de l'Étoile rouge
- Médaille « Pour le travail vaillant dans la Grande guerre patriotique de 1941-1945 »
- Commandeur de l'ordre Polonia Restituta
- Membre de l'Académie des sciences de l'URSS